# جريت جروه كوميرلوف
جريت جروه كوميرلوف (بالإنجليزية: Grete Groh-Kummerlöw)‏‏ (6 فبراير 1909 في بلاوين - 16 فبراير 1980 في كيمنتس) سياسية، ونقابية، ومقاومة من ألمانيا الشرقية.

## الجوائز
- نيشان كارل ماركس
- وسام الاستحقاق الوطني الذهبي
- راية العمل [الإنجليزية]‏
- ميدالية كلارا زيتكين